# Société wallonne du logement
La Société wallonne du logement (SWL) est le principal opérateur de la politique du logement en Région wallonne. Celle-ci vise à concrétiser le droit au logement (décent) reconnu à chaque citoyen par la Constitution belge et confirmé dans le Code wallon du logement. 
La SWL est un organisme wallon d'intérêt public. Elle est constituée sous forme de société anonyme.
Elle est soumise au contrôle du Gouvernement wallon, qui prend ou approuve toute la réglementation relative aux activités de la Société wallonne du logement et des sociétés de logement de service public.